# 船津ランプ
船津ランプ（ふなつランプ）は、兵庫県姫路市船津町にある播但連絡道路のランプである。
播但道としては姫路市最北のICで、ここから北は神崎郡になる。

## 接続する道路
- 直接接続
  - 兵庫県道81号小野香寺線
- 間接接続
  - 国道312号
  - 兵庫県道218号西田原姫路線

## 周辺
- 日本玩具博物館
- 姫路市園芸センター
- 姫路市立神南中学校
- 藤ノ木山公園
- JR香呂駅/溝口駅
- 県立香寺高等学校
- 姫路日ノ本短期大学
- 日ノ本学園高等学校
- 姫路市水道資料館水の館
- 姫路セントラルパーク（北ゲート）
- 朝日国際姫路ゴルフ倶楽部
- 白鷺ゴルフクラブ
- 相坂隧道

## 隣
E95 播但連絡道路
(5) 砥堀ランプ - (6) 船津ランプ - 福崎南TB - (7) 福崎南ランプ